# Oswald Burger

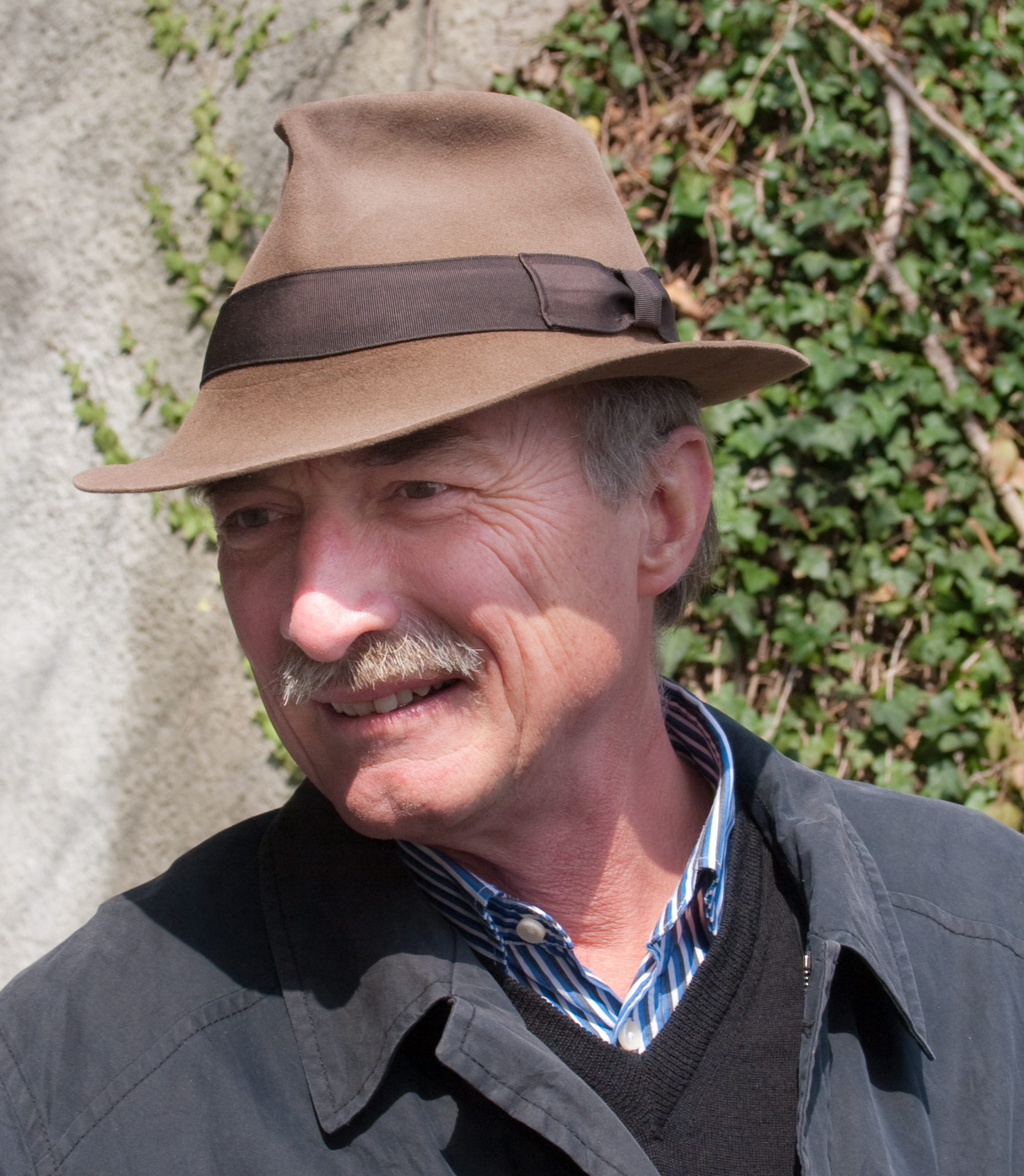
Oswald Burger (2010)

Oswald Burger (* 23. Juli 1949 in Meersburg) ist ein deutscher Lehrer, Historiker, Literaturveranstalter und Kommunalpolitiker der Sozialdemokratischen Partei Deutschlands (SPD) aus Überlingen am Bodensee, der für die Erforschung der Überlinger Zeitgeschichte mit dem Bundesverdienstkreuz ausgezeichnet wurde.

## Biographie
Burgers Vorfahren waren im 18. Jahrhundert aus dem Schwarzwald ausgewandert und hatten sich als Donauschwaben im Banat niedergelassen. Sie waren Landwirte. Nach dem Zweiten Weltkrieg wurden die Donauschwaben aus dem Banat vertrieben und Burgers Eltern gingen in das Schwarzwalddorf zurück, aus dem ihre Vorfahren ausgewandert waren. Da es dort keine Arbeit gab, zogen sie an den Bodensee.
Oswald Burger wuchs in Bermatingen auf, lebte von 1962 bis 1968 im Internat Konradihaus, und legte sein Abitur am Heinrich-Suso-Gymnasium in Konstanz ab. Er studierte Geschichte und Germanistik, Politikwissenschaft und Philosophie an der Universität Konstanz und an der Philipps-Universität in Marburg. Von 1977 bis 2012 war er Lehrer an der Jörg-Zürn-Gewerbeschule in Überlingen.

## Historische Forschungen
Als Historiker und Buchautor trug Oswald Burger entscheidend dazu bei, den „Goldbacher Stollen“ in Überlingen zu erforschen. Der Stollen wurde im Zweiten Weltkrieg von Häftlingen eines Außenlagers des KZs Dachau im Westen der Stadt Überlingen in den Fels getrieben, um dort die Rüstungsindustrie aus Friedrichshafen sicher vor Bombenangriffen der Alliierten unterbringen zu können. Bei diesen Arbeiten kamen viele Häftlinge aufgrund unmenschlicher Arbeitsbedingungen ums Leben. Einige von ihnen sind im KZ-Friedhof Birnau bestattet. Oswald Burger gründete den Verein Dokumentationsstätte Goldbacher Stollen und KZ Aufkirch in Überlingen e. V., der sich zur Aufgabe machte, die Geschichte des Stollens aufzuarbeiten. Ziel dabei ist es, die Geschehnisse darzustellen und vor dem Vergessenwerden zu bewahren. Des Weiteren schrieb Oswald Burger einige Bücher, die sich mit den Verfolgten des Nationalsozialismus in Überlingen befassen.

## Kommunalpolitik
Von 1984 bis 1989 und von 1994 bis 2019 war Burger für die SPD Mitglied im Stadtrat von Überlingen. Seit 1994 war er dort Fraktionssprecher und unter anderem Mitglied im Verwaltungs- und Finanzausschuss, von 2014 bis 2019 auch einer der Stellvertreter des Oberbürgermeisters.